# Bundesstraße 2
De Bundesstraße 2 (ook wel B2) is een Bundesstraße in de Duitse deelstaten Brandenburg, Berlijn, Saksen-Anhalt, Saksen, Thüringen en Beieren. De weg is 945 km lang.
De weg begint in de gemeente Mescherin en loopt via de steden Neurochlitz, Schwedt/Oder, Angermünde, Berlijn, Potsdam, Lutherstadt Wittenberg, Bad Düben, Leipzig, Zwenkau, Zeitz, Gera, Schleiz, Hof, Bayreuth, Pegnitz, Neurenberg, Schwabach, Roth, Weißenburg, Donauwörth, Meitingen, Langweid am Lech, Gersthofen, Augsburg, Fürstenfeldbruck, München, Starnberg, Garmisch-Partenkirchen en Mittenwald.

## Routebeschrijving
De B2 begint op de Poolse grens bij Rosow, waar ze aansluit op de DK13 naar Szczecin. 
De weg loopt door Neurochlitz, kruist de B113, komt door Gartz en loopt langs Vierraden. Dan komt de weg door Schwedt waar ze een samenloop heeft met de B166. Bij de afrit Schwedt/Oder-Nordwest waar de B2 in westelijke richting afbuigt en door Pinnow naar Angermünde loopt waar de B158 en de B198 aansluiten en de B2 overgaat in de B198.
Vervanging
Tussen Angermünde en Kreuz Barnim is de B2 vervangen door de B198 en de A11.
Voortzetting
Vanaf het Kreuz Barnim, waar ze aansluit op zowel de A10 als de A11, loopt de weg door de stad Lindenberg en kruist de deelstaatgrens met Berlijn.
Berlijn
De B2 loopt door Berlijn, waar ze een samenloop heeft met B5, en zowel de B96a als de B1 kruist. In het centrum van de stad loopt de weg langs de Brandenburger Tor. In het westen de stad kruist ze bij afrit Kaiserdamm de A100. De weg buigt naar het zuiden af en bereikt de deelstaatgrens met Brandenburg.
Brandenburg
De B1 loopt verder door de stad Potsdam waar de B273 aansluit en ze een korte samenloop heeft met de B1. De B2 loopt in zuidoostelijke richting de stad uit, passeert Michelsdorf en kruist bij afrit Michendorf de A10. De B2 loopt verder naar Beelitz waar ze  de B246 kruist. De B2 loopt nu door Treuenbrietzen waar ze de B102 kruist. Ten zuiden van Treuenbrietzen kruis de B2 de deelstaatgrens met Saksen-Anhalt.
Saksen-Anhalt
De weg loopt verder door Kropstädt, Lutherstadt Wittenberg waar ze een samenloop heeft met de B187, langs Pratau, Eutzsch waar de B100 en de B182 aansluiten. De B2 loopt verder door Kemberg, Eisenhammer en Tornau en bereikt de deelstaatgrens met Saksen.
Saksen
De B2 loopt verder naar de stad Bad Düben waar ze een samenloop heeft met zowel de B107 als de B183, komt door Wellaune waar de 107 afsplitst en de B183a aansluit. Vervolgens loopt de B2 door Lindenhayn, Gollmenz, Krostitz, Pröttitz, Hohenossig, langs Rackwitz/Podelwitz waar de B184 aansluit. De B2 komt nu in de stad Leipzig en kruist bij de afrit Leipzig-Mitte de A14. In Leipzig loopt de B2 samen met zowel de B6 als de B87 en verlaat de stad in zuidwestelijke richting. De B2 loopt door Stötteritz passeert Markkleeberg en kruist bij de Kreuz Leipzig-Süd de A38. De B2 loopt verder via Böhlen waar de B95 ,door door Zwenkau waar de B186 aansluit en  Groitzsch waar de B176 aansluit. De weg loopt verder door Pegau, Elstertrebnitz, Profen, Predel, Reuden, Draschwitz, Bornitz,  Zeitz B91 aansluit en ze de B180 kruist. De weg loopt verder door Kleinosida, Droßdorf en Giebelroth waarna de deelstaatgrens met Thüringen volgt.
Thüringen
De weg loopt verder via de rondwegen van Cretzschwitz, Zschippach naar de afrit Gera waar ze aansluit op de A4.
Vervanging
Tussen de afrit Gera en de afrit Gera-Süd is de B2 vervangen door de L1079 en de B92. Tussen de afrit Gera-Süd en Großebersdorf is de weg vervangen door de L3002.
Voortzetting
Op de rondweg van Großebersdorf is er een samenloop met de B175. De B2 slaat nu in zuidelijke richting af en passeert Mittelpöllnitz, waar bij de afrit Mittelpöllnitz de B2 weer als L3002 in zuidelijke richting verder loopt en de B281 vanuit het westen aansluit.
Afwaardering
Tussen de afrit Mittelpollnitz en Schleiz is de B2 afgewaardeerd naar L3002.
Voortzetting
Vanaf Schleiz tot aan de rotonde bij Heinrichsruh waar de B282 kruist loopt er een stukje B2.
Afwaardering
Vanaf de rotonde bij Heinrichsruh en Gefell waar de B90 aansluit is de B2 weer afgewaardeerd tot L3002.
Voortzetting
Vanuit Gefell loopt de B2 verder naar het zuidoosten en kruist na ongeveer 10 kilometer de deelstaatgrens met Beieren.
Beieren
De weg kruist bij de afrit Hof/Töpen de A72, passeert Zedtwitz en komt in de stad Hof waar ze een samenloop heeft met de B173 en waar ze overgaat in de B15.
Vervanging en afwaardering
Het oude tracé van de B2 tussen de afrit Hof-Süd een afrit Bayreuth-Nord is afgewaardeerd naar L3002. De B2 is hier vervangen door B15 tot afrit Hof-West en de A9 tot aan de afrit Bayreuth-Nord.
Voortzetting
Vanaf afrit Bayreuth-Nord loopt de B2 in zuidwestelijke richting naar de stad Bayreuth, waarze samenloopt met de B22 en de waarmee ze door de stad naar het zuidoosten lopen. Bij de afrit Bayreuth-Süd kruisen de B2/B22/B85 samen de A9 waarna de B22 bij afrit Meyernroth  afbuigt. De De B2/B85 lopen verder door Creußen en Schnabelwaid, Zips Buchau en de stad Pegnitz. In het zuidwesten van de stad Pegnitz kruist de B2/B85 de A9 ten noorden van afrit Bayreuth-Süd A9, waar de B70 vanuit het zuiden aansluit. De B2/B470 lopen samen naar het zuidwesten om ten oosten van Bronn te splitsen de B470 loopt naar het westen terwijl de B2 in zuidwestelijke richting verder loopt. De B2 komt door Weidensees,Leupoldstein, Almos, Hiltpoltstein, Kappel,Gräfenberg, Weißenohe, Mitteldorf, Igensdorf, Weidenbühl, Lindenhof, Büg en langs Großgeschaidt/Kleingeschaidt en Heroldsberg alvorens ze bij afrit Nürnberg-Nord de A3 kruist waarna ze de stad Neurenberg i aansluit op de B4 R.
Vervanging
Tussen de kruising Hintermayrstraße/Welserstraße en de kruising Ansbacher Straße is de B2 vervangen door de B4 R.
Voortzetting
Vanaf de kruising Ansbacher Straße lopen de B2 en de B14 samen in zuidelijke richting, waarna op een splitsing de B2 in zuidoostelijke richting verder loopt door Schwabach, waar in het centrum de B466 aansluit. De B2 loopt verder en sluit bij afrit Schwabach-Süd aan op de A6.
,Vervanging
Tussen afrit Schwabach-Süd en de afrit Roth is de B2 vervangen door de A6.
Voortzetting
Vanaf de afrit Roth (A6) loopt de B2 in zuidelijke richting via de rondwegen van Penzendorf, Rednitzhembach, Roth, door Georgensgmünd en Wernsbach langs Ellingen. Hier sluit de B13 aan, tot op de rondweg van Weißenburg waar de B13 weer naar het westen afbuigt. De weg loopt verder naar het zuiden via de rondwegen van Treuchtlingen, Langenaltheim, Monheim, Itzing, Baierfeld, Buchdorf, Kaisheim en kent bij afrit de aansluiting Donauwörth-Nord de aansluiting van de B25 Schellenberg en kruist bij afrit Donauwörth-West de B16. De B2 passeert Asbach-Bäumenheim, Mertingen, Nordendorf, Westendorf, Meitingen, Langenreichen, Biberbach, Wertingen, Erlingen, Langweid am Lech, Gersthofen en sluit in de Kreuz Augsburg-West aan op de A8.
Vervanging
Tussen de Kreuz Augsburg-West en de afrit Augsburg-Ost is de B2 vervangen door de A8.
Voortzetting
De B2 begint weer op de afrit Augsburg-Ost en loopt in zuidelijke richting door de stad Augsburg, heeft er een samenloop met de B300. De weg loopt in zuidelijke richting Augsburg uit en loopt door Friedberg, Kissing en langs Mering. De B2 loopt verder door Merching, Althegnenberg, Hattenhofen en Mammendorf De B2 komt nu in Fürstenfeldbruck waar bij afrit Fürstenfeldbruck-Süd ee waar de B471 aansluit en loopt door de stad naar het oosten. De weg passeert zowel Puchheim als Germering en sluit bij afrit Germering-Nord aan op de A99.
Vervanging
Tussen afrit Germering-Nord en afrit München-Freiham-Mitte is de B2 vervangen door de A99.
Voortzetting
De weg begint weer bij afrit München-Freiham-Mitte A99 en loopt in oostelijke richting de stad München in via de stadsdelen Lubing-Lochhausen-Langwied, Pasing-Obermenzing en Laim om uiteindelijk bij de afrit Trappentreustraße/Donnersbergerbrücke aan te sluiten op de B2R.
Vervanging
Tussen de afrit Trappentreustraße/Donnersbergerbrücke en Starnberg is de B2 vervangen door de B2R, de A95 en de A952.
Voortzetting
De B2 begint weer aan het einde van de A952 in de stad Starnberg en loopt door de stad in zuidelijke richting. De weg passeert Pöcking met een rondweg, loopt door Wieling en Traubing, langs Wielenbach en door Weilheim. Dan komt de weg bij Huglfing waar de B472 aansluit en er en samenloop is tot bij Obersöchering waar de B472 weer in westelijke richting afbuigt. De weg loopt verder langs Spatzenhausen, Murnau am Staffelsee kruist de A95 zonder aansluiting loopt naar het zuidwesten en kruist bij afrit Eschenlohe A95, loopt langs Eschenlohe en passeert het einde van de A95. De weg kont door Oberau, hier sluit de B23 aan en lopen ze samenn tot afrit Farchant-Burgrain, waar de B23 afbuigt. De B2 loopt door Garmisch-Partenkirchen, via de afrit Krün waar de B11 aansluit en de rondweg van Mittenwald naar de Oostenrijkse grens ten zuiden van Mittenwald waar ze aansluit op de B177 naar Scharnitz.
B2 · B2a · B2R · B3 · B4 · B4R · B8 · B10 · B11 · B12 · B13 · B13n · B14 · B15 · B15n · B16 · B17 · B18 · B19 · B20 · B21 · B22 · B23 · B25 · B26 · B26a · B27 · B28 · B28a · B29 · B30 · B31 · B31a · B32 · B33 · B33a · B34 · B35 · B36 · B37 · B38 · B38a · B39 · B44 · B45 · B47 · B85 · B89 · B131n · B173 · B276 · B278 · B279 · B285 · B286 · B287 · B289 · B290 · B291 · B292 · B293 · B294 · B295 · B296 · B297 · B298 · B299 · B300 · B301 · B302 · B303 · B304 · B305 · B306 · B307 · B308 · B309 · B310 · B311 · B312 · B313 · B314 · B315 · B316 · B317 · B318 · B319 · B340 · B378 · B388 · B415 · B425 · B426 · B462 · B463 · B464 · B465 · B466 · B467 · B468 · B469 · B470 · B471 · B472 · B491 · B492 · B500 · B505 · B512 · B523 · B532 · B533 · B535 · B588 · B999
B1 · B2 · B4 · B6 · B6n · B7 · B19 · B27 · B62 · B71 · B71n · B79 · B80 · B81 · B84 · B85 · B86 · B87 · B88 · B89 · B90 · B91 · B92 · B93 · B94 · B95 · B96 · B97 · B98 · B99 · B100 · B101 · B107 · B115 · B156 · B169 · B170 · B171 · B172 · B172a · B172b · B173 · B174 · B175 · B176 · B178 · B180 · B181 · B182 · B183 · B183a · B184 · B185 · B186 · B187 · B187a · B188 · B189 · B190 · B190n · B242 · B243 · B244 · B245 · B245a · B246 · B246a · B247 · B248 · B248a · B249 · B250 · B278 · B280 · B281 · B282 · B283 · B285
B1 · B2 · B4 · B5 · B75 · B76 · B77 · B87 · B96 · B96a · B96b · B97 · B101 · B102 · B103 · B104 · B105 · B106 · B107 · B108 · B109 · B110 · B111 · B112 · B112n · B113 · B115 · B122 · B156 · B158 · B166 · B167 · B168 · B169 · B179 · B182 · B183 · B187 · B188 · B189 · B190n · B191 · B192 · B193 · B194 · B195 · B196 · B197 · B198 · B199 · B200 · B201 · B202 · B203 · B204 · B205 · B206 · B207 · B208 · B209 · B246 · B320 · B321 · B404 · B430 · B431 · B432 · B434 · B435 · B495 · B501 · B502 · B503